# 닉 토먼
니컬러스 "닉" 토먼(Nicholas "Nick" Thoman, 1986년 3월 6일 ~ )은 배영을 전문적으로 활약하는 미국의 수영 선수이다. 현재 100m 쇼트코스 배영에서 세계 기록을 보유하고 있다. 그는 올림픽, 세계 선수권, 팬퍼시픽 선수권과 하계 유니버시아드에서 총 3개의 금메달, 2개의 은메달, 3개의 동메달을 획득하였다.

## 경력
오하이오주 신시내티에서 태어나 8세 때부터 고등학생 시절을 통하여 벤슨 스펄링 코치 아래에서 신시내티 수상 클럽을 위하여 활약하였다. 토먼은 신시내티 외곽에 있는 메리먼트 고등학교에서 수학하였고 케빈 매니스의 코치를 받았다. 2009년 수영 결투의 쇼트코스 대회에서 토먼은 400m 혼계영에서 마크 갱글로프, 마이클 펠프스, 네이선 에이드리언과 결합하여 캐나다 팀이 보유한 이전 세계 기록을 깼다. 계영을 이끌면서 토먼은 48.934초와 100m 배영의 세계 기록을 깨기도 하였다.
2010년 국내 선수권에서 토먼은 팬퍼시픽 수영 선수권에 나가는 데 50m, 100m, 200m 배영 출전에 합격하였다. 국내 선수권의 100m 배영에서 토먼은 첫 50m를 25.80초로 헤엄쳤으나 데이비드 플러머와 에런 피어솔에 밀려 53.78초로 3위에 머물렀다. 200m 배영 결승전에서 그는 1분 57.7초와 함께 5위를 하였다. 팬퍼시픽 선수권에서는 50m 배영 동메달을 땄다.
그해 두바이에서 열린 쇼트코스 세계 선수권에서 토먼은 미하일 알렉산드로프, 라이언 록티, 개릿 웨버 - 게일과 함께 400m 혼계영의 금메달을 획득하였다. 50m와 100m 배영에도 출전하였으나 양 종목에서 메달 획득에 실패하였다.
2011년 상하이에서 열린 세계 수상 선수권 대회에서 토먼은 53.01초와 함께 100m 배영 4위를 하였다. 400m 혼계영에서 그와 갱글로프, 펠프스, 에이드리언은 3분 32.06초를 세워 금메달을 획득하였다. 배영 주자로서 토먼은 53.61초를 세웠다.

### 2012년 하계 올림픽
2012년 네브래스카주 오마하에서 열린 올림픽 선발 시합에서 토먼은 100m 배영을 52.92초와 2위를 하면서 처음으로 올림픽 팀에 선출되었다. 200m 배영에서는 1분 57.06초와 함께 3위를 하면서 그 종목에 나올 차례를 놓쳤다.
런던 올림픽에서 100m 배영 은메달을 딴 토먼은 52.92초로 매트 그리버스에 밀려 2위를 하였다. 400m 혼계영에서 배영 주자로 활약하면서 금메달 획득에 성공하였다.

## 같이 보기
- 올림픽 수영 남자 메달리스트 목록
- 수영 세계 기록 목록
- 수영 배영 100m 세계 기록 추이
- 수영 혼계영 400m 세계 기록 추이